# Metoclopramid
Metoclopramid er et antiemetisk (kvalmestillende) og peristaltik-fremmende lægemiddel. Det anvendes til behandling af kvalme og opkastning, samt for at stimulere tømning af mavesækken hos personer med gastroparese (langsom ventrikeltømning). Metoclopramid virker primært ved at hæmme dopamin D2 receptorer, men er også en serotonin 5-HT4 agonist og 5-HT3 antagonist.

## Sikkerhed og bivirkninger
Hyppige bivirkninger ved metoclopramid omfatter bl.a. kraftesløshed, diarré, rastløshed, døsighed, konfusion og akut dystoni.